# Alfred Brehm
Alfred Edmund Brehm (2 de febrer de 1829, Unterrenthendorf, avui Renthendorf-11 de novembre de 1884, ibídem) va ser un zoòleg i escriptor alemany, fill de Christian Ludwig Brehm.
Gràcies al seu llibre Brehms Tierleben el seu nom es va convertir en sinònim de literatura sobre zoologia.

## Vida
Va viure en una petita ciutat de Turingia, fill del ministre Christian Ludwig Brehm i la seva segona esposa Bertha.
Christian Ludwig Brehm es va fer un renom com a ornitòleg per publicacions i una extensa col·lecció d'ocells embalsamades, de més de 9000 espècimens dels ocells d'Europa. Els estudis en zoologia del pare el van fer interessar en aquesta ciència encara que al principi volia ser arquitecte.
El 1844 comença a estudiar amb un constructor a Altenburg i continuà els estudis fins al setembre del 1846, quan va a Dresden a estudiar arquitectura; no obstant això s'aturà després de dos semestres pel fet que Johann Wilhelm von Müller, un molt conegut ornitòleg, necessitava companys per dur a terme una expedició a l'Àfrica. Brehm se'ls uneix el 31 de maig de 1847 com a secretari i assistent de von Müller.
L'expedició toca Egipte, Sudan, la península de Sinaí; i els descobriments van ser molt importants que, amb només 20 anys, era nomenat membre de l'Acadèmia Alemanya de Ciències Naturals Leopoldina.
Després del seu retorn, el 1853 estudià ciències naturals a la Universitat de Jena. Com el seu germà Reinhold, és actiu a l'associació d'estudiants de Saxònia Jena i a l'expedició a Àfrica del Nord, rep el sobrenom Faraó d'aquest cos.
Es gradua després de quatre semestres el 1855 i el 1856 se'n va dos anys d'exploració a Espanya amb el seu germà Reinhold.
Quan torna a Leipzig és un escriptor freelance i pública molts assajos científics per a Die Gartenlaube i altres revistes.
El 1860 pren part d'una expedició a Noruega i Lapònia.
Al maig de 1861 Brehm es casa amb la seva cosina Mathilde Reiz, i varen tenir cinc fills.
El 1862 accepta la invitació d'Ernest II de Saxònia-Coburg-Gotha per acompanyar-lo en un viatge a Etiòpia.
A més, Brehm viatja a Àfrica, Escandinàvia i Sibèria.
Els seus assajos i informes d'expedicions del món animal eren ben rebuts pels burgesos, per això, és comissionat per l'editor del Bibliographisches Institut, Herrmann Julius Meyer, per escriure una gran obra multivolum d'animals. I va ser el Brehms Tierleben (La Vida dels Animals de Brehm.)

## Abreviatura (zoologia)
L'abreviatura Brehm s'empra per indicar Alfred Brehm com a autoritat en la descripció en taxonomia i zoologia.

## Obra
- Reiseskizzen aus Nordost-Afrikaoder den unter egyptischer Herrschaft stehenden Ländern, Égypten, Nubien, Sennahr, Rosseeres und Kordofahn, gesammelt auf seinen in den Jahren 1847 bis 1852 unternommenen Reisen, 1853

- Reiseskizzen aus Nordamerika, 1855

- Das Leben der Tiere: Die Vögel, 1861, 2ª ed. 1868

- Ergebnisse einer Reise nach Habesch, im Gefolge…  O. Meissner, Hamburg, 1863

- Die Thiere des Waldes geschildert von A. E. Brehm und E. A. Rossmässler…  C.F. Winter, Leipzig & Heidelberg, 186, dos vols. Amb Emil Adolf Roßmäßler, 1863–67

- Illustrirtes Thierleben. Eine allgemeine Kunde des Thierreichs, 6 vols. 1864–1869, en temes posteriors com Brehms Tierleben

- Gefangene Vögel. Ein Hand- und Lehrbuch für Liebhaber und Pfleger einheimischer und fremdländischer Käfigvögel, 1872, amb altres científics.

- Reise zu den Kirgisen. Aus dem Sibirientagebuch 1876, 1982

## Obres traduïdes al francès
- Col·lecció: Merveilles de la nature. L'homme et les animaux J.B. Baillière et fils, Paris

- Les Mammifères edició francesa per Z. Gerbe

- Les Oiseaux edició francesa per Z. Gerbe

- Les Reptiles et les Batraciens, 1889 edició francesa per H.-E. Sauvage

- Les Poissons et les Crustacés edició francesa: peixos, per H.-E. Sauvage, crustàcis, per J. Künckel d'Herculais

- Les Insectes, les Myriapodes, les Arachnides et les Crustacés, 1882 edició francesa per J. Künckel d'Herculais

- Les Vers, les Mollusques, les Échinodermes, les Zoophytes, les Protozoaires et les Animaux des grandes profondeurs, 1884 edició francesa per A. T. de Rochebrune

## Literatura
- Hans-Dietrich Haemmerlein. Der Sohn des Vogelpastors. Evangelische Verlagsanstalt, Berlín 1985

- Otto Kleinschmidt: Aus A. E. Brehms Tagebüchern. (= Die Neue Brehm-Bücherei 28) 3ª ed. Westarp Wissenschaften, Hohenwarsleben 2002, ISBN 3-89432-521-6

- Otto Kleinschmidt. Der Zauber von Brehms Tierleben. (= Die Neue Brehm-Bücherei 20) 3ª ed. Westarp Wissenschaften, Hohenwarsleben 2002, ISBN 3-89432-515-1

- Carl w. Neumann: Brehms Leben. Severus Verlag, Hamburg 2011, ISBN 978-3-86347-202-3

## Película documental
- Alfred Brehm - Der Tiervater aus Thüringen. TV-Dokumentation von Lew Hohmann in der Reihe Geschichte Mitteldeutschlands. Deutschland 2007 (MDR Fernsehen), 45 min.